# Arneburg
Arneburg − miasto w Niemczech, w kraju związkowym Saksonia-Anhalt, w powiecie Stendal, w gminie związkowej Arneburg-Goldbeck.

## Położenie
Arneburg leży na płaskowyżu, na zachodnim brzegu Łaby ok. 10 km na północny wschód od Stendal, w pobliżu Starej Marchii. Na wschód od miasta Hawela wpada do Łaby.
Do Arneburga należą dzielnice Beelitz (od 1 lipca 2009) i Dalchau. W Dalchau znajdują się pozostałości elektrowni atomowej oraz parku przemysłowego i handlowego Altmark.

## Klimat
Średnie roczne opady wynoszą 516 mm i należą do najniższych w Niemczech.